# Українцев Віталій Леонідович
Віта́лій Леоні́дович Украї́нцев — старшина МВС України, командир взводу, батальйон патрульної служби міліції особливого призначення «Дніпро-1».

## З життєпису
Народився 1968 року в місті Куп'янськ-Вузловий (Харківська область). 1983 року закінчив 8 класів Куп'янської СШ № 8, потім — Харківське культурно-освітнє училище. В 1986—1988 роках проходив строкову військову службу в лавах Збройних Сил СРСР. По тому служив у спеціальному підрозділі Внутрішніх військ Міністерства внутрішніх справ СРСР; на початку 1990-х брав участь у забезпеченні правопорядку в Абхазії. Був чемпіоном рукопашного бою у системі Міністерства внутрішніх справ — на всесоюзних змаганнях. Навчався у Вищій слідчій школі Міністерства внутрішніх справ (Волгоград); у 1994 році закінчив Харківський університет внутрішніх справ. Працював у транспортній міліції в місті Харків; по тому — працював директором КП «Дирекція єдиного замовника» Куп'янської міської ради. Мешкав у смт Ківшарівка.
В часі війни від травня 2014 року — доброволець; у складі батальйону «Дніпро-1». Виконував бойові завдання в районі міст Красноармійськ, Маріуполь, Новоазовськ, смт Сєдове Новоазовського району, селища Піски.
14 вересня 2014-го загинув у бою з російською диверсійною групою біля села Піски Ясинуватського району. Спецпідрозділ здійснював прикриття танкової колони; вступили у бій з диверсійною групою бойовиків.
Без Віталія лишилися дружина та дві доньки, сестра Катерина.
Похований в Куп'янську-Вузловому.

## Нагороди і вшанування
За особисту мужність і героїзм, виявлені у захисті державного суверенітету та територіальної цілісності України, вірність військовій присязі нагороджений
- орденом «За мужність» III ступеня (19.12.2014, посмертно)
- Його портрет розміщений на меморіалі «Стіна пам'яті полеглих за Україну» у Києві: секція 4, ряд 6, місце 16
- 8 квітня 2016 року у приміщенні Куп'янської гімназії № 7 йому відкрито меморіальну дошку.